# Bourg-lès-Valence
Bourg-lès-Valence is een gemeente in het Franse departement Drôme (regio Auvergne-Rhône-Alpes). De gemeente telde 19.872 inwoners op 1 januari 2022. De plaats maakt deel uit van het arrondissement Valence.

## Geschiedenis
Op de plaats van de kerk Saint-Pierre van Bourg werd de eerste kerk van de streek van Valence gebouwd en was er een eerste nederzetting. Omdat deze plaats in de riviervlakte van de Rhône lag en vaak overstroomde, ontwikkelde de gemeenschap zich verder in het hoger gelegen Valence. Bourg had al in de middeleeuwen een drukke rivierhaven op de Rhône.
Tussen 1874 en 1964 was de Cartoucherie Nationale, een grote kruitfabriek, gevestigd in Bourg, op een terrein waar eerder een textielfabriek gevestigd was.

## Geografie
De oppervlakte van Bourg-lès-Valence bedroeg op 1 januari 2022 20,3 vierkante kilometer; de bevolkingsdichtheid was toen 978,9 inwoners per km². De gemeente ligt aan de samenvloeiing van de Isère en de Rhône.
De autosnelweg A7 loopt door Bourg-lès-Valence.
De onderstaande kaart toont de ligging van Bourg-lès-Valence met de belangrijkste infrastructuur en aangrenzende gemeenten.

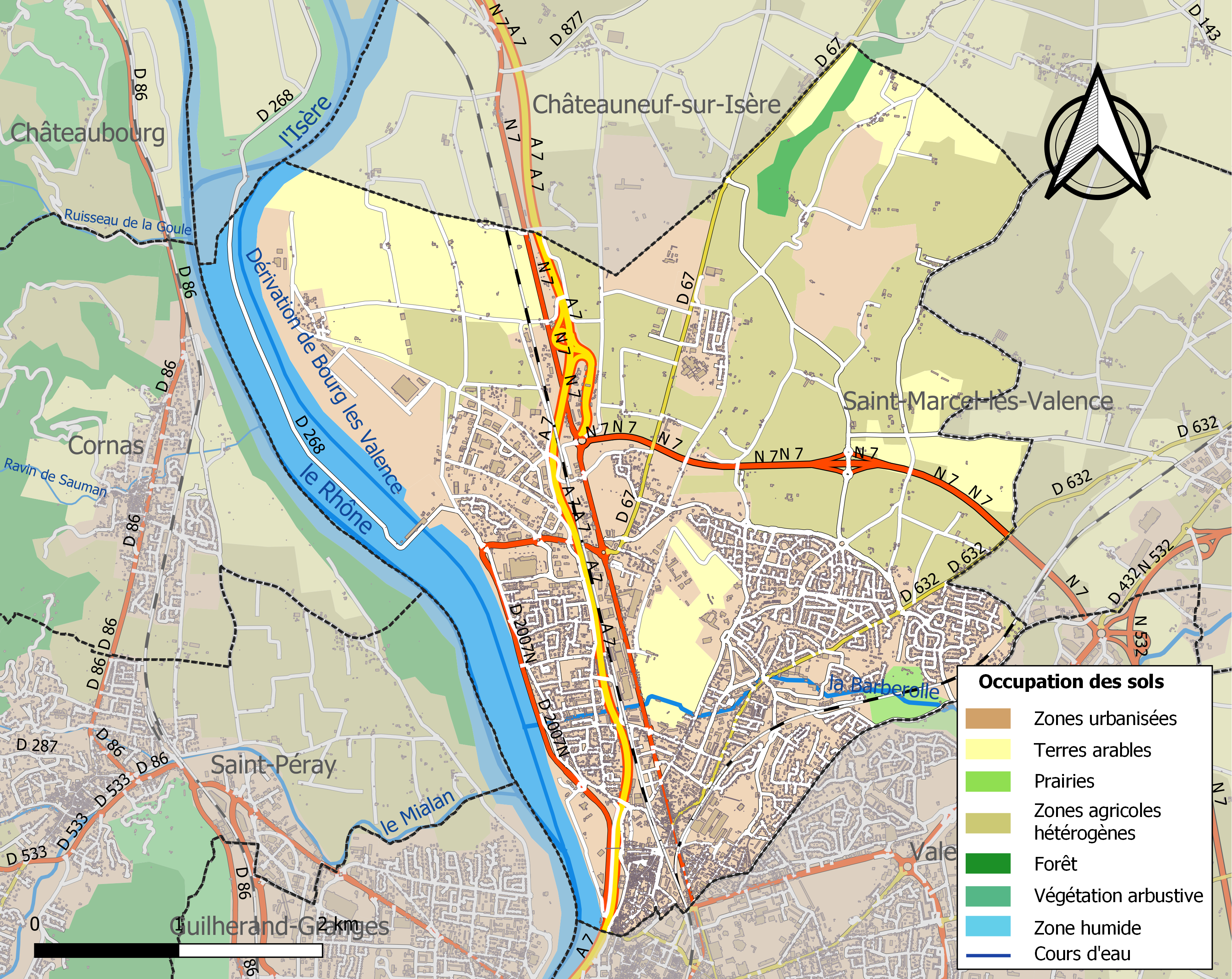

## Demografie
Onderstaande figuur toont het verloop van het inwonertal (bron: INSEE-tellingen).

## Sport
Bourg-lès-Valence was één keer etappeplaats in de wielerkoers Ronde van Frankrijk. In 2010 was de Brit Mark Cavendish er ritwinnaar.